# Hornby (Nouvelle-Zélande)
Hornby  est une banlieue résidentielle majeure de l’angle ouest de la cité de Christchurch dans l’Île du Sud de la Nouvelle-Zélande.

## Toponymie
Hornby fut semble-t-il dénommée par Frederick William Delamain, qui arriva à Christchurch en 1852 venant de Hornby-with-Farleton  dans le Lancashire en Angleterre.
La seconde explication possible est que le nom fait référence à Geoffrey Hornby (en), qui était Amiral du British flying squadron et qui visita la ville de Christchurch en 1870.
Le bureau de poste fut appelé à l’origine Southbridge Junction, puis renommé en Hornby le 2 septembre 1878 .

## Situation
La ville est localisée sur un important croisement reliant la State Highways 1 et la route State Highways 73/ SH 73A (en), qui marque le début du contournement du centre de Christchurch.
Vers l’ouest, la route State Highway 1 continue, s’incurvant progressivement vers le sud, sur son trajet vers la ville de Dunedin et d’autres points plus au sud.

## Installations
La ville de Hornby contient un important centre commercial nommé The Hub Hornby, qui est la zone urbaine de Christchurch la plus à l’ouest. 
La banlieue, qui pourrait aussi être considérée comme une ville de plein droit, est séparée du cœur de la cité de Christchurch (en) par le terrain de l’aérodrome de Wigram (en) et surtout l'établissement industriel de la banlieue de Sockburn vers l’est.
Hornby est ainsi le lieu principal, où la société Kempthorne Prosser (en) Limited a installé en 1922, ses importantes installations chimiques de fabrication d’engrais, qui fonctionnent maintenant sous le nom de la société Ravensdown Fertiliser.
Hornby est le siège d’un vélodrome  et le trajet d’un circuit de BMX.
La ville accueille tous les ans, le Westside Party in the Park.

## Éducation
Le secteur d’Hornby contient 6 écoles:
- L’école primaire de South Hornby Primary,
- L’école primaire d’Hornby Primary,
- L’école primaire de Gilberthorpes Primary,
- L’école primaire de Sockburn Primary,
- L’école St. Bernadettes,
- et école secondaire de Hornby (en).

## Loisirs
La région de Hornby contient aussi de nombreuses installations de clubs de sports .
Ceux-ci comprennent: le
- Hornby Netball Club[4].
- Christchurch Junior Cricket Association[5].
- Hornby Soccer[6].
- Westside Sports Club[7]
- Hornby Touch Club[8]
- ISL Hornby Women's Football Club[9].
- Burnham Golf Club,
- Hornby Working Men's Club [10].
- et le Pegasus Cycling Club.